# Ринк, Леонид Игоревич
Леони́д И́горевич Ринк (род. 1946) — доктор химических наук, химик-синтетик, технолог, биохимик.

## Биография
Ринк родился в Ленинграде 6 сентября 1946 года. Учился в Ленинградском технологическом институте им. Ленсовета. Работал в филиале ГосНИИОХТа (Государственный научно-исследовательский институт органической химии и технологии) в Шиханах (Саратовская область), где участвовал в создании химического оружия группы «Новичок» (до 1991 года).
В 2002 году подал заявку на патент на способ получения производных индандионов-1,3, применяемых в качестве высокотоксичных родентицидов для борьбы с вредными грызунами.
В 2004 году опубликовал в соавторстве тезисы доклада «Практические аспекты переработки реакционных масс, образующихся после детоксикации фосфорорганических отравляющих веществ» в материалах 2-й Научно-практической конференции «Научно-технические аспекты обеспечения безопасности при уничтожении, хранении и транспортировке химического оружия». На следующей, 3-й Научно-практической конференции ФУ по безопасному хранению и уничтожению химического оружия опубликовал статью «Пример реальной утилизации отходов, полученных по технологии жидкофазного окисления нитратом кальция».
15 мая 2015 года на общем собрании Российской инженерной академии был избран действительным членом этой общественной академии.
Действительный член Академии медико-технических наук, член Учёного совета ГНЦ РФ «ГНИИХТЭОС», эксперт комитета Госдумы по обороне.
Дочь — Ольга Леонидовна Ринк, родилась в 1970 году, в 1994 году окончила МФТИ с квалификацией инженера-математика, в 1997 году получила квалификацию экономиста по международным экономическим отношениям в Финансовой академии при Правительстве Российской Федерации, в 2005 году — степень MBA в Кингстонской школе бизнеса (Лондон, Великобритания), генеральный директор «Interfax — Dun & Bradstreet», в 1994—2005 годах работала в группе компаний «Межбанковский Финансовый Дом», в 2005—2006 годах — директор по связям с общественностью и инвесторами группы предприятий «Энергомаш», в 2006—2013 годах — директор по связям с общественностью НКО ЗАО НРД, с 2013 году — член совета директоров НП «АРФИ».
Выступал с комментариями отравления Скрипалей и Алексея Навального, в которых поддерживал официальную позицию российских властей.
В январе 2021 года объявил о создании лекарства от COVID-19 с наименованием «Иммофон» на основе диуцифона (лекарства от проказы) и дапсона.

## Дело об убийстве банкира Ивана Кивелиди
В период с 1999 по 2006 год Ринк давал следователям показания по делу об убийстве банкира Ивана Кивелиди. Из этих показаний следует, что Ринк синтезировал около одного грамма отравляющего вещества нервно-паралитического действия, разлил его в несколько ампул (8—9 штук) и отнёс к себе в гараж. В дальнейшем он продавал эти ампулы разным людям, связанным с криминалом. При этом Ринк объяснял покупателям, какие меры безопасности нужно соблюдать при использовании вещества и говорил, что «…признаки смерти будут как при сердечном заболевании». Ампулы Ринк передавал в корпусе обычной ручки и за каждую брал от 1500 до 1800 долларов.
Как установили следователи, Иван Кивелиди был убит веществом, произведённым Ринком. Оно было нанесено под резиновую 5-миллиметровую заглушку винта на трубке телефона. После смерти Кивелиди Ринк продал вещество ещё и неким «лицам чеченской национальности». До этого одну ампулу Ринк передал своему знакомому по фамилии Рябов, который ему угрожал. Другую ампулу «для самообороны» приобрёл гражданин Латвии, бывший рижский омоновец Артур Таланов, участвовавший в нападении на инкассаторов. В дальнейшем Таланов вывел следователей на Владимира Хуцишвили, который впоследствии был осуждён на 9 лет за убийство Кивелиди и его секретаря.
Леонид Ринк был признан виновным в превышении должностных полномочий, заключавшемся в незаконном производстве опасных веществ. Осуждён на один год условно.
Два уголовных дела в отношении Ринка были прекращены в 1999 и 2004 годах, говорится в материале «Новой газеты». Одно из них было прекращено в связи с истечением срока давности для привлечения к уголовной ответственности.